# Antonio Catena
Antonio Catena Muñoz (Úbeda, 1840-Madrid, 19 de febrero de 1913) fue un matemático y periodista español de ideología republicana.

## Biografía
Nacido en 1840 en la localidad giennense de Úbeda, era hijo de Juan Catena Madrid y de María Muñoz Quesada. Estuvo casado con Amalia Mendiboure e Irigoyen, de la que tuvo a María, Luisa, Consuelo y a Juan Antonio, este último también periodista y gerente del periódico fundado por su padre, El País. Estudió el bachillerato en Jaén. Marchó a Madrid para estudiar Ciencias en la Universidad Central; allí conoció a Julián Sanz del Río y a Nicolás Salmerón y se introdujo en el círculo de los krausistas siguiendo los cursos del Colegio Internacional fundado por Nicolás Salmerón. Publicó, junto a Enrique Giménez de Castro, unos Elementos de geometría y trigonometría rectilínea (1877) y obtuvo por oposición la cátedra de matemáticas del instituto de Cáceres, pero renunció a ella como sus compañeros krausistas tras el Decreto Orovio.

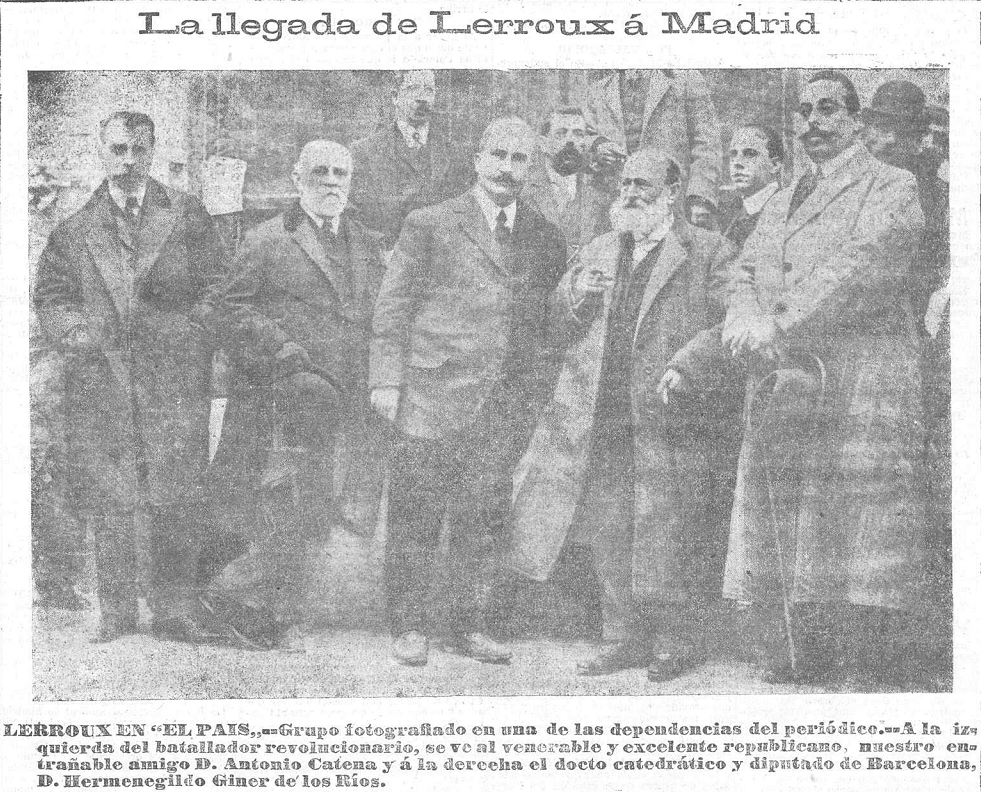
Hermenegildo Giner de los Ríos, Alejandro Lerroux y Antonio Catena en 1909 en Madrid

Tras esta experiencia no volvió a practicar la enseñanza, porque se volcó en su gran pasión: la política, dentro del Partido Republicano Progresista que dirigía Manuel Ruiz Zorrilla. Participó en la Revolución de 1868 y, con el advenimiento de la Primera República en 1873, ocupó un alto cargo en el ministerio de Ultramar. Funda el periódico El País el 22 de junio de 1887 a petición de Ruiz Zorrilla. Su primer director fue Valentín Morán y contaba con 21 redactores, entre ellos Rafael Ginard de la Rosa, Tomás Tuero, Curros Enríquez...; la línea editorial era conseguir la unidad republicana bajo la jefatura de Manuel Ruiz Zorrilla y reivindicar la larga tradición de republicanos españoles del pasado; además desató varias campañas anticlericales, aunque su fundador nunca se declaró estrictamente ateo. Pero como Ruiz Zorrilla murió en 1895 y Catena no aceptaba al nuevo líder, más conservador, José María Esquerdo, parte de la redacción pasó en 1897 a El Progreso, fundado por Alejandro Lerroux, periódico que pasó a ser el portavoz oficial del nuevo líder. Sin embargo, el periódico, con varios avatares (el más grave una suspensión por orden gubernativa durante doce días en 1901), logrará estar en funcionamiento treinta y cuatro años hasta el once de febrero de 1921, cuando, solo entre diciembre de 1920 y enero de 1921, había recibido nada menos que diecinueve denuncias, siendo su director Roberto Castrovido. 
Catena perdió a sus padres, esposa, yerno y a su hija Consuelo cuando contaba veinte años, algo que le asestó un duro golpe. Solo una vez ejerció como candidato de su partido (1905) y en 1909 se le rindió un banquete de homenaje multitudinario al que asistieron Benito Pérez Galdós, José Nakens, Miguel Morayta y Francisco Pi y Arsuaga entre otros. Hacia el mes de mayo de 1910 conspiró con otros republicanos para provocar una sedición militar complementada con una huelga general en Madrid (coordinada por Antonio Catena y Ricardo Fuente), Barcelona, Valencia (Azzati y otros concejales republicanos), Andalucía etcétera. En Bohemia (2002) de Rafael Cansinos Asséns un oponente lo acusa de ser autoritario, anticuado e hipócrita al vivir del fondo de reptiles.
Falleció el 19 de febrero de 1913 en Madrid.